# بيدا بول
بيدا بول مسلسل انمي ياباني من إنتاج إستديو مادهاوس عرض لأول مره في7 فبراير 1998 واستمر عرضه حتى 31 يناير 1999 تمت دبلجة المسلسل للغة العربية بواسطة مركز الزهرة وعرض على قناة سبيس تون .

## القصة
يكون هناك حكيم ومخترع عظيم في مدينة بيدا ويوجد عنده مختبر فيختار أولاد شجعان ليكونوا حامين لهذا المختبر وهذه المدينة الكبيرة التي فيها خير كثير والتي يهجم عليها الأشرار باستمرار ويحاولوا سرقة غنائمها وقتل الناس والاستيلاء عليها، ويتحقق هذا المطلب ويهزمون الأشرار ويعود الهدوء والأمان إلى المدينة.

## الشخصيات

### أبيض
هو أحد الحراس، وهو مغامر ومرح وله الدور الأكبر في المسلسل.

### أسود
وهو ذو شخصية غامضة، لم ينضم إلى فريق الحراس إلا بعد حلول الخطر.

### أزرق
وهو أحد الحراس، وهو جبان بعض الشيء.

### أصفر
وهو أحد الحراس الذي ينضمون مؤخراً، وله شخصية مُضحكة وغاضبة.

### حمراء
هي فتاة عنيدة وشجاعة، وهي ابنة الحاكم.

### الحكيم المخترع
وهو المخترع الذي يُساعد الحراس، ويخترع لهم متطلباتهم كالأجهزة والمركبات.

## الممثلون
الجزء الأول
- فدوى سليمان - أبيض
- آمال سعد الدين -أصفر
- أنجي اليوسف - أزرق
- مجد ظاظا - حمراء
- أيمن السالك - الحكيم
- زياد الرفاعي - أسود
- منصور عبد الرحمن
- عادل أبو حسون
- رأفت بازو
- هشام كفارنة
- بثينة شيا
- يحيى الكفري - بيبون
- أماني الحكيم

الجزء الثاني
- فدوى سليمان - أبيض
- آمال سعد الدين - أصفر
- أنجي اليوسف - أزرق (من حلقة 1 - حلقة 16)
- فاطمة سعد - أزرق (حلقة 17)
- مجد ظاظا - حمراء
- أيمن السالك - الحكيم
- زياد الرفاعي - أسود
- منصور عبد الرحمن
- عادل أبو حسون
- بثينة شيا
- فاتن عيدو

## روابط خارجية
- Official d-rights website (باليابانية)
- The B-Daman Wiki Forums, a community dedicated to B-Daman نسخة محفوظة 12 أكتوبر 2018 على موقع واي باك مشين.
- بيدا بول على موقع ANN anime (الإنجليزية)